# Ciemino Małe
Ciemino Małe – osada w Polsce położona w województwie zachodniopomorskim, w powiecie szczecineckim, w gminie Borne Sulinowo. Miejscowość wchodzi w skład sołectwa Ciemino.